# Chionaema suisharyonis
Chionaema suisharyonis là một loài bướm đêm thuộc phân họ Arctiinae, họ Erebidae.